# Augustín Antalík
Augustín Antalík (30 agosto 1958) è un ex calciatore cecoslovacco, di ruolo attaccante.
Totalizza 196 incontri e 32 marcature nella massima serie del calcio cecoslovacco. È sceso in campo in 24 partite europee, giocando 9 match di Coppa dei Campioni, 7 sfide di Coppa UEFA (con 1 gol) e 9 di Coppa delle Coppe UEFA. Il 13 settembre 1978, esordisce nelle competizioni internazionali europee a Lisbona contro lo Sporting Lisbona, realizzando l'unico gol del match vinto dal club cecoslovacco. Nello stesso anno segna altre due reti nella competizione.
Con la squadra di Ostrava ha vinto due campionati cecoslovacchi consecutivi (1980 e 1981) e la coppa nazionale nel 1978.

## Palmarès

### Club
- Campionato cecoslovacco: 2

Baník Ostrava: 1979-1980, 1980-1981
- Coppa di Cecoslovacchia: 1

Baník Ostrava: 1977-1978